# Mô Rai
Mô Rai là một xã thuộc huyện Sa Thầy, tỉnh Kon Tum, Việt Nam.

## Địa lý
Xã Mô Rai nằm ở phía tây huyện Sa Thầy, có vị trí địa lý:
- Phía đông giáp các xã Sa Sơn, Ya Xiêr và Ya Ly
- Phía tây giáp Campuchia
- Phía nam giáp huyện Ia H'Drai
- Phía bắc giáp xã Rờ Kơi.

Xã Mô Rai có diện tích 585,52 km², dân số năm 2019 là 5.207 người, mật độ dân số đạt 9 người/km².
Trước năm 2013, xã Mô Rai có diện tích trên 1.500 km², là xã có diện tích lớn nhất cả nước lúc bấy giờ. Toàn bộ huyện Ia H'Drai hiện nay khi đó thuộc địa giới hành chính của xã Mô Rai.

## Hành chính
Xã Mô Rai được chia thành 3 thôn: Ia Tri, Ia Ho, Ia Xoăn và 7 làng: Grập, Kênh, Kđin, Le, Rẽ, Tang, Xộp.

## Lịch sử
Sau năm 1975, Mô Rai là một xã thuộc huyện Đăk Tô.
Ngày 10 tháng 10 năm 1978, Hội đồng Chính phủ ban hành Quyết định 254-CP về việc chuyển xã Mô Rai thuộc huyện Đăk Tô về huyện Sa Thầy mới thành lập quản lý.
Ngày 12 tháng 8 năm 1991, Quốc hội ban hành Nghị quyết. Theo đó, tỉnh Kon Tum được tái lập và xã Mô Rai thuộc huyện Sa Thầy, tỉnh Kon Tum.
Ngày 20 tháng 12 năm 2013, Chính phủ ban hành nghị quyết 126/NQ-CP về việc: 
- Thành lập xã la Dom trên cơ sở điều chỉnh 32.254,7 ha diện tích tự nhiên và 2.299 nhân khẩu của xã Mô Rai
- Thành lập xã la Đal trên cơ sở điều chỉnh 21.794,69 ha diện tích tự nhiên và 2.004 nhân khẩu của Mô Rai
- Thành lập xã la Tơi trên cơ sở điều chỉnh 43.963,83 ha diện tích tự nhiên và 2.264 nhân khẩu của xã Mô Rai.

Sau khi điều chỉnh địa giới hành chính, xã Mô Rai còn lại 58.552,26 ha diện tích tự nhiên và 4.289 nhân khẩu.
Ngày 10 tháng 12 năm 2015, HĐND tỉnh Kon Tum ban hành Nghị quyết số 33/NQ-HĐND về việc:
- Thành lập thôn Ia Lân trên cơ sở Đội 1 và Đội 2
- Thành lập thôn Ia Mang trên cơ sở Đội 6 và Đội 7
- Thành lập thôn Ia Bong trên cơ sở Đội 4 và khu dân cư công nhân Nhà máy Chế biến mủ cao su
- Thành lập thôn Ia Rên trên cơ sở Đội 5 và Đội 9
- Thành lập thôn Ia Tri trên cơ sở Đội 3 và Đội 10.

Ngày 30 tháng 12 năm 2019, Hội đồng nhân dân tỉnh Kon Tum ban hành Nghị quyết số 66/NQ-HĐND về việc:
- Sáp nhập thôn Ia Lân và thôn Ia Mang thành thôn Ia Ho.
- Sáp nhập thôn Ia Bong và thôn Ia Rên thành thôn Ia Xoăn.